# Néons-sur-Creuse
Néons-sur-Creuse ist eine französische Gemeinde mit 355 Einwohnern (Stand: 1. Januar 2022) im Département Indre in der Region Centre-Val de Loire. Sie gehört zum Arrondissement Le Blanc und zum Kanton Le Blanc. Die Einwohner werden Néonnais genannt.

## Lage
Die Gemeinde Néons-sur-Creuse grenzt an die Départements Indre-et-Loire und Vienne und ist die westlichste Gemeinde des Départements Indre. Sie liegt im Regionalen Naturpark Brenne, etwa 44 Kilometer ostnordöstlich von Poitiers an der Creuse, die die Gemeinde im Osten begrenzt. Umgeben wird Néons-sur-Creuse von den Nachbargemeinden Yzeures-sur-Creuse im Nordwesten und Norden, Tournon-Saint-Pierre im Nordosten, Tournon-Saint-Martin im Osten, Lurais im Südosten und Süden, Angles-sur-l’Anglin im Südwesten sowie Vicq-sur-Gartempe im Westen.

## Bevölkerungsentwicklung
| Jahr                       | 1962 | 1968 | 1975 | 1982 | 1990 | 1999 | 2006 | 2013 | 2021 |
| Einwohner                  | 511  | 485  | 404  | 414  | 372  | 389  | 394  | 403  | 359  |
| Quellen: Cassini und INSEE |      |      |      |      |      |      |      |      |      |

## Sehenswürdigkeiten
- Kirche Saint-Vincent aus dem 15. Jahrhundert
- Schloss Néons aus dem 15. Jahrhundert
- Burg Le Soudun aus dem 12. Jahrhundert, Umbauten aus dem 15. Jahrhundert, rekonstruiert im 20. Jahrhundert
- Schloss La Camusetterie

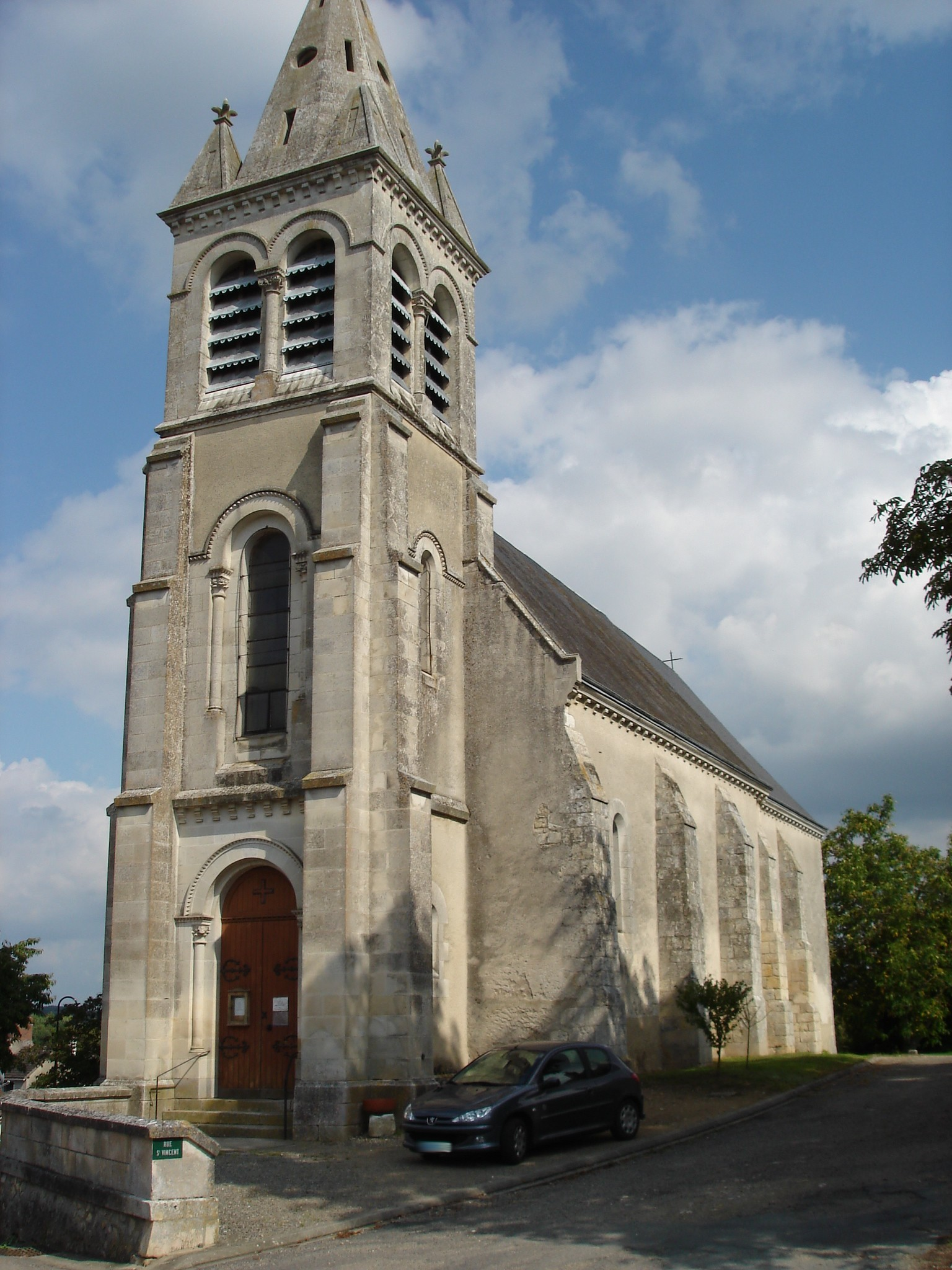
Kirche Saint-Vincent
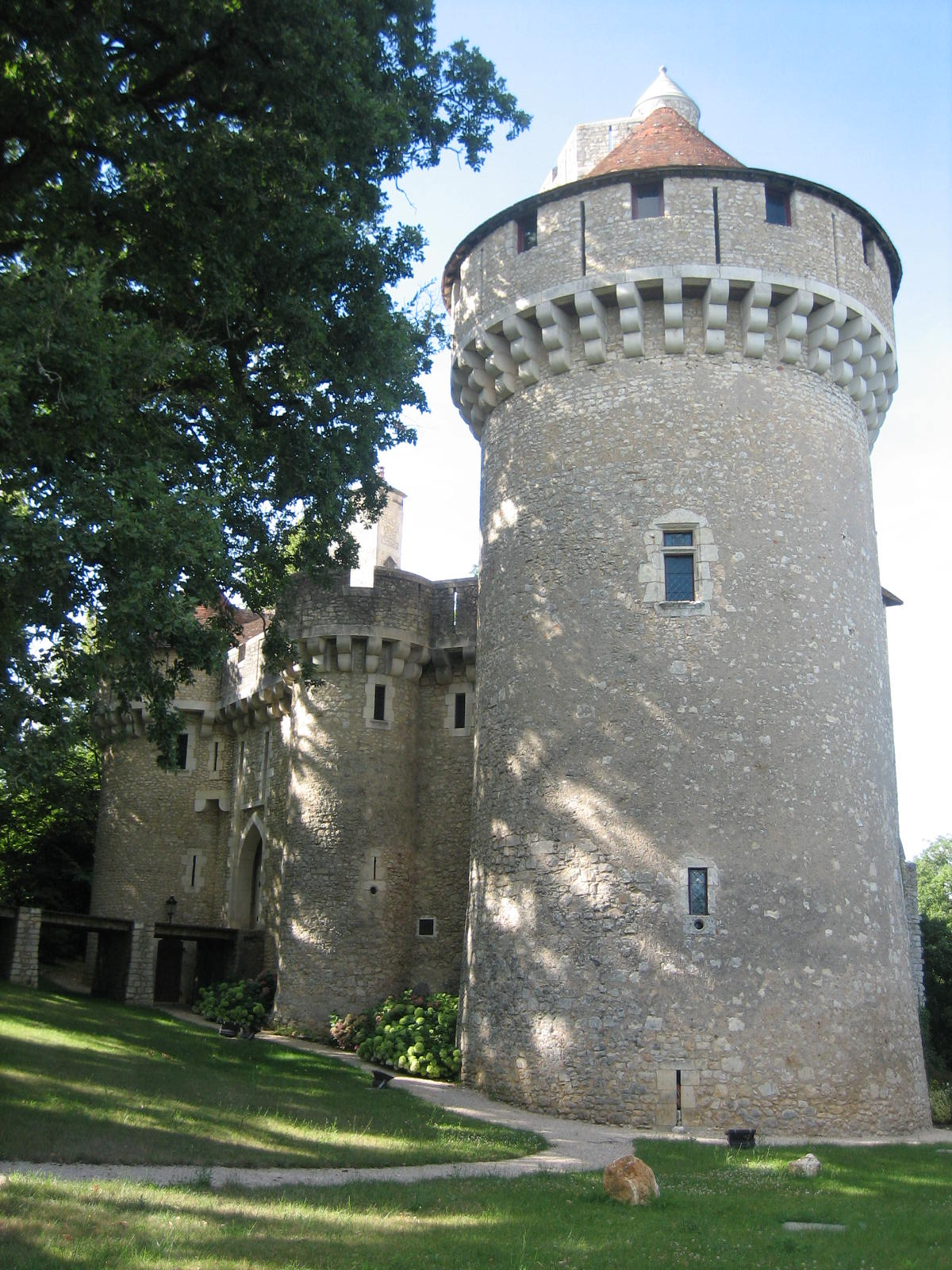
Burg Soudun

## Persönlichkeiten
- Henri Dutrochet (1776–1847), Botaniker